# Analýza sentimentu
Analýza sentimentu, taktéž dolování názorů, je použití zpracování přirozeného jazyka, dolování z textu a počítačové lingvistiky pro identifikaci a extrakci subjektivních informací ze zdrojových materiálů, nejčastěji textů. Analýza sentimentu se široce používá při review a v sociálních médiích ve spoustě různých aplikací, počínaje marketingem až do služeb zákazníkům.
Obecně řečeno, analýza sentimentu si klade za cíl zjistit postoj řečníka či autora k nějakému tématu nebo celkovou kontextovou polaritu dokumentu. Postoj může být jeho nebo její mínění nebo zhodnocení (viz appraisal theory), afektivní stav (to znamená, emoční stav autora při psaní), nebo zamýšlená emocionální komunikace (to znamená, emocionální efekt, jaký si autor přeje mít na čtenáře).